# Maestro Arsenio
Maestro Arsenio war ein zwischen 1554 und 1556 in Rom tätiger Goldschmied und Medailleur von wahrscheinlich griechischer Abstammung. Belegt ist er durch mehrere Dokumente aus den Jahren 1554 und 1556, in denen Zahlungen für geleistete Arbeiten beurkundet sind. Werke seiner Hand lassen sich nicht mit Sicherheit nachweisen, doch wird angenommen, dass er mit dem Urheber zweier 1550 datierter Medaillen identisch ist, die den Dichter Giovanni Bressani und den Adligen Antonio Navagero aus Venedig darstellen und beide mit APCEN signiert sind. Der vollständige Name des Meisters ist unbekannt.